# Ninh (họ)
Ninh là một họ của người Đông Á. Họ này có mặt ở Việt Nam (chữ Hán: 寧, Hán-Việt: Ninh) và Trung Quốc (chữ Hán: 甯 hoặc 寧, bính âm: Ning). Trong Bách gia tính (một văn bản ghi lại các họ phổ biến của Người Trung xếp thứ 241
Định

## Trung Hoa
Ở Trung Hoa, họ Ninh được viết là 甯 hoặc 寧. Theo sách Nguyên Hòa Tính Toàn (元和姓纂), thì họ Ninh nguyên thủy là hậu duệ của Vệ Khang Thúc. Đến đời con của Vệ Vũ Công là Quý Vĩ, do được phong đất ở ấp Ninh (nay thuộc địa cấp thị Tiêu Tác, tỉnh Hà Nam, Trung Quốc), con cháu về sau lấy tên đất làm họ.
Trải qua nhiều thế hệ, tại Trung Quốc, họ Ninh chia thành bốn nhánh chính là Đạt Hiếu Đường (达孝堂), Đốc Thân Đường (笃亲堂), Thành Đức Đường (成德堂) và Tề Quận Đường (齐郡堂). Ngoài ra, vào thời nhà Thanh, khoảng những năm 1650, do sự đồng hóa với người Hán, một số người Mãn Châu lấy họ theo người Hán là Ninh (寧).
Các chữ 甯 và 寧 chuyển sang chữ Trung giản thể đều thành 宁 vì vậy họ Ninh tại Trung Hoa lục địa hiện nay đề nghị thống nhất sử dụng chữ 甯 để viết tên họ.

### Người nổi tiếng
- Ninh Việt (甯越) làm quan cho nhà Đông Chu
- Ninh Thích (甯戚) làm tướng cho Tề Hoàn Công
- Ninh Thực (甯殖) và Ninh Hi làm quan ở nước Vệ thời Vệ Hiến Công và Vệ Thương Công.
- Ninh Nguyên Đễ (甯原悌) đỗ thứ 9 trong Khoa thi niên hiệu Vĩnh Xương (năm 689), giữ chức Ngự sử thời Đường Huyền Tông và được xem là nhà viết sử về người Choang (Tráng) đầu tiên
- Ninh Quỳ (甯逵) làm Thứ sử Nam Định Châu thời Trần Tuyên Đế
- Ninh Cự (甯巨) là Thứ sử La Châu thời Lương Vũ Đế
- Ninh Mãnh Lực (甯猛力) và Ninh Trường Chân (甯长真) là 2 cha con nối tiếp làm Thứ sử Khâm Châu vào các thời nhà Tùy, nhà Đường
- Ninh Đạt làm Thứ sử Ái Châu thời Võ Tắc Thiên.
- Ninh Hạo, đạo diễn điện ảnh Trung Quốc
- Ninh Tĩnh, diễn viên Trung Quốc
- Ninh Nghệ Trác (Ningning), thần tượng K-pop người Trung Quốc

## Việt Nam
Tại Việt Nam, họ Ninh đều viết là 寧, được ghi nhận đã có ở Việt Nam ít nhất trước những năm 900. Tuy có cùng cách viết Hán tự, nhưng họ Ninh ở Việt Nam không liên quan đến họ Ninh gốc Mãn Châu.
Lịch sử ghi nhận Ninh Hữu Hưng là tướng của các triều Đinh và Tiền Lê. Ngọc phả các làng Ninh Xá, La Xuyên (xã Yên Ninh - huyện Ý Yên - tỉnh Nam Định) ghi ông sinh năm 939. Vào thời đó, tại vùng Thiết Lâm - Cái Nành (xã Yên Ninh ngày nay) đã có một số làng của người họ Ninh.
Hiện nay, số người có họ Ninh ở Việt Nam không nhiều và có quê hương tại Nam Định, Ninh Bình, Thanh Hóa, Bắc Giang, Hải Dương, Quảng Nam,...

### Địa danh tập trung nhiều người họ Ninh sinh sống
- Xã Yên Ninh, huyện Ý Yên, tỉnh Nam Định. Gồm các thôn Ninh Xá Thượng, Ninh Xá Hạ, La Xuyên, Lũ Phong. Đình các thôn trên đều thờ Lão La Đại thần Ninh Hữu Hưng (939-1019). Họ Ninh tại thôn Ninh Xá Hạ phát triển một nhánh tại thôn Côi Trì và Trung Đồng thuộc xã Yên Mỹ, huyện Yên Mô, tỉnh Ninh Bình từ thời Lê Thánh Tông.
- Xã Trực Tuấn, huyện Trực Ninh, tỉnh Nam Định. Họ Ninh tại Trực Tuấn trước đó sinh sống tại Cựu Hào - Vĩnh Hào - Vụ Bản - Nam Định. Gia phả họ Ninh tại đây ghi được 28 đời. Về sau phát triển sang các xã Hải Đường, Hải Anh,... thuộc huyện Hải Hậu.
- Xã Song Khê, huyện Yên Dũng, tỉnh Bắc Giang. Họ Ninh tại đây ghi gia phả từ Ninh Triết (đỗ Đệ tam giáp Tiến sĩ đời Mạc Mậu Hợp).
- Xã Lê Ninh (gồm các thôn Ninh Xá, Lê Xá), huyện Kinh Môn, tỉnh Hải Dương. Họ Ninh có tại thôn Ninh Xá từ khoảng năm 1400 - 1500. Họ Ninh tại thôn Lê Xá (từ khoảng 1700-1800) gốc tại Kim Trì (Côi Trì)  - Trường An Phủ, Yên Mô Huyện, Phủ Thanh Bình - Thanh Hoa Ngoại trấn (tức tỉnh Ninh Bình ngày nay).
- Xã Yên Lộc(Gồm thôn Yên Thái,Yên Thịnh,Yên Phú,Đại Đồng)
- Xã Hoằng Xuyên, huyện Hoằng Hóa, tỉnh Thanh Hóa.
- Xã Thiệu Chính, huyện Thiệu Hóa, tỉnh Thanh Hóa
- Xã Tam Thái, huyện Phú Ninh, tỉnh Quảng Nam

### Người nổi tiếng có họ Ninh tại Việt Nam
- Ninh Hữu Hưng (939-1019) làm quan phụ trách hậu cần và xây cất cho các triều Đinh, Tiền Lê. Ông được phong chức Công Tượng Lục Phủ Giám Sát Đại tướng Quân và là người chỉ huy xây dựng kinh đô cổ Hoa Lư. Ông cũng là tổ nghề chạm khắc gỗ của các làng nghề Ninh Xá, La Xuyên thuộc xã Yên Ninh - huyện Ý Yên - tỉnh Nam Định
- Ninh Hãng (1437[a]-?), nguyên quán xã Lan Đình huyện Thanh Lâm (nay thuộc xã Đồng Lạc huyện Nam Sách tỉnh Hải Dương) đỗ Đệ nhị giáp tiến sĩ xuất thân khoa Mậu Tuất, niên hiệu Hồng Đức năm thứ 9 (1478) triều vua Lê Thánh Tông, làm quan đến Hiến sát sứ
- Ninh Duy Độ, người thôn La Xuyên - xã Yên Ninh - huyện Ý Yên - tỉnh Nam Định, làm quan đến Tuyên chính sứ thời nhà Lê
- Ninh Triết (1540-?), người xã Song Khê huyện Yên Dũng, tỉnh Bắc Giang, đỗ Đệ tam giáp đồng Tiến sĩ xuất thân, khoa Tân Mùi niên hiệu Sùng Khang thứ 6 (1571) đời Mạc Mậu Hợp (Văn bia số 6 tại Văn Miếu Bắc Ninh), làm quan đến Thừa chính sứ
- Ninh Đạt (1618-?), quê tại xã Côi Trì, huyện Yên Mô, tỉnh Ninh Bình, đỗ Đệ tam giáp đồng Tiến sĩ xuất thân khoa Kỷ Hợi, niên hiệu Vĩnh Thọ năm thứ 2 (1659) đời vua Lê Thần Tông (Văn bia số 41 tại Văn Miếu Hà Nội), làm quan đến Giám sát
- Ninh Địch (1687-?), quê tại xã Côi Trì, huyện Yên Mô, tỉnh Ninh Bình, đỗ Đệ nhị giáp Tiến sĩ xuất thân khoa Mậu Tuất, niên hiệu Vĩnh Thịnh năm thứ 14 (1718) đời vua Lê Dụ Tông (Văn bia số 61 tại Văn Miếu Hà Nội), làm quan đến Huấn đạo. Ninh Địch là bác của Ninh Tốn
- Ninh Ngạn (1715-1781), là người có công khai hoang lập ấp ở xã Côi Trì, huyện Yên Mô, tỉnh Ninh Bình, tác giả của Vũ Vu Thiển Thuyết, là em của Ninh Địch và là cha của Ninh Tốn
- Ninh Tốn (1744-1795), hiệu Chuyết Am, Mẫn Hiên, Chuyết Am Cư Sỹ, Song Am Cư Sĩ và tự là Hy Chí, Khiêm Như, người xã Côi Trì huyện Yên Mô, tỉnh Ninh Bình đỗ Đệ tam giáp Tiến sĩ niên hiệu Cảnh Hưng năm thứ 39 đời vua Lê Hiển Tông[1]
- Ninh Văn Phan, Đại biểu Quốc hội Khóa 1 của nước Việt Nam Dân chủ Cộng hòa, nguyên Phó chủ tịch Ủy ban cách mạng lâm thời tỉnh Bắc Giang vào năm 1945-1946
- Ninh Văn Bảo (1945-2002), huấn luyện viên bóng đá
- Ninh Viết Giao, nhà nghiên cứu văn hóa dân gian
- Ninh Cát Loan Châu, ca sĩ người Mỹ gốc Việt
- Ninh Quang Trường, người dẫn chương trình và biên tập viên của Đài Truyền hình Việt Nam
- Ninh Dương Lan Ngọc, diễn viên, quán quân của chương trình Bước Nhảy Hoàn Vũ 2015, thành viên nhóm nhạc LUNAS
- Ninh Đức Hoàng Long, nghệ sĩ biểu diễn Opera